# Manuel Pellegrini
Manuel Luis Pellegrini Ripamonti (Santiago, 16 september 1953) is een voormalig Chileens profvoetballer en huidig voetbaltrainer.

## Voetbalcarrière
Als voetballer speelde hij zijn gehele loopbaan voor Universidad de Chile. Hij speelde een officiële interland voor Chili. Zijn eerste en enige optreden was in de vriendschappelijke uitwedstrijd tegen Brazilië (1–1) op  7 mei 1986 in Curitiba, waar ook Jaime Pizarro, Fernando Astengo, Mariano Puyol en Ivo Basay hun debuut maakten.

## Trainerscarrière

### Vroege jaren in Chili
Pellegrini begon zijn trainersloopbaan in zijn geboorteland Chili, bij Universidad de Chile. Na een half jaar vertrok hij echter om in de keuken te kijken bij Europese voetbalclubs. In 1990 keerde hij terug in Chili om te gaan werken bij Palestino. Hier bleef hij tot 1992, om na een jaartje CD O'Higgins de overstap te maken naar CD Universidad Católica. Hier won hij zijn eerste prijzen. In 1994 won hij de Primera División en het jaar erop de dubbel. In 1994 won hij ook de Copa Interamericana, een tweestrijd tussen de winnaars van de Zuid-Amerikaanse en Midden-Amerikaanse equivalent van de Champions League. Na deze periode ging Pellegrini opnieuw naar Europa om ervaring op te doen bij Europese clubs. Pas in 1998 liet hij zich weer zien als trainer van opnieuw Palestino. Na een tijdje werd hij gecontracteerd door de Ecuadoriaanse grootmacht LDU Quito.

### LDU Quito & San Lorenzo
In Ecuador won Pellegrini een prijs, namelijk de Campeonato Ecuatoriano de Fútbol, ofwel de titel met LDU Quito. In de Copa Libertadores bereikte hij de halve finale. In de beker werd Quito direct uitgeschakeld. In 2000, na een slecht jaar bij Quito en de elfde plaats, vertrok Pellegrini naar CA San Lorenzo de Almagro in Argentinië. In zijn debuutseizoen won hij de titel in de Primera División en bezorgde hij de club de Copa Mercosur, het Zuid-Amerikaanse equivalent van de Europa League. In 2002 tekende Pellegrini bij de Argentijnse topclub River Plate.

### River Plate
River Plate wordt gezien als een van de grootste clubs in Argentinië. Van Pellegrini werd dan ook de titel verwacht. Dit lukte, want hij won voor de tweede keer in zijn loopbaan de Argentijnse titel. Na de zoveelste Zuid-Amerikaanse prijs kon Pellegrini een droomtransfer maken naar Europa. Het Spaanse Villarreal stelde hem in de zomer van 2004 aan.

### Villarreal en Real Madrid
Pellegrini kende een droomdebuut bij Villarreal. In zijn eerste maanden werd de UEFA Cup bereikt, dankzij winst van de UEFA Intertoto Cup. In de competitie werd de club derde en verzekerde zich van deelname aan de Champions League. Ook werd de kwartfinale van de UEFA Cup bereikt. Het jaar daarna werd Villarreal in de halve finale van de UEFA Champions League uitgeschakeld door Arsenal. In de competitie werd Villarreal zevende. In het seizoen 2006/07 speelde men hierdoor geen Europees voetbal, maar er werd wel beslag gelegd op de vijfde plaats in de competitie. Het jaar daarna werd Villarreal tweede in La Liga, de beste prestatie ooit. Dit leverde Pellegrini een transfer op naar Real Madrid.
Dit was echter geen doorslaand succes. In de Copa del Rey verloor Madrid met 4–1 van Alcorcón, uitkomend in de tweede klasse. In de UEFA Champions League werd De Koninklijke al in de achtste finales uitgeschakeld door Olympique Lyon. Pellegrini kreeg te horen dat hij zou worden ontslagen als hij de competitie niet zou winnen. Real Madrid haalde een recordaantal punten van 96, maar FC Barcelona haalde er 99. Pellegrini werd ontslagen en vervangen door José Mourinho.

### Málaga
Hij wees een aanbod van de Mexicaanse bond af en werd midden in het seizoen trainer van Málaga CF, uitkomend in La Liga. Zijn eerste wedstrijd won hij met 3-2 van Hercules CF in de Copa. Uiteindelijk werd Málaga elfde. Zijn tweede seizoen was uitstekend. Met een puntenrecord van 58 punten werd Málaga vierde en kwalificeerde zich voor het eerst in de historie voor de UEFA Champions League.
Het derde seizoen van Pellegrini bij Málaga werd ontsierd door financiële problemen. Málaga werd voor een jaar uitgesloten van Europees voetbal, maar mocht het huidige seizoen nog wel afmaken. Hierin bereikte men de kwartfinale, waarin Borussia Dortmund met twee goals in de laatste minuut te sterk was. Ondanks een zesde plaats mocht Málaga de UEFA Europa League niet in. Met zijn prestaties bij Málaga verdiende Pellegrini een transfer naar het vermogende Manchester City.

### Manchester City
Met het sterrenensemble bij City werd verwacht dat Pellegrini mee zou doen om de titel. Na een moeizaam begin, met nederlagen tegen Aston Villa, Cardiff City en Sunderland AFC, was dit ook zo. Toch verloren ze hier en daar wel punten. Chelsea was twee keer te sterk, terwijl ook bij Liverpool verloren werd. Desondanks lukte het Manchester City om kampioen van Engeland te worden, na een 2–0 zege op West Ham United. Voor het eerst in de historie werd ook de zogenoemde League Cup Double veroverd.
Europees verliep het de rijkste club ter wereld beter dan ooit. Voor het eerst in de historie werd de poulefase van de UEFA Champions League overleefd, waarna het pas in de achtste finale werd uitgeschakeld. Hierin was FC Barcelona een maatje te groot (0–2 en 2–1).
In de FA Cup werd City thuis verslagen door tweedeklasser Wigan Athletic met 1–2. In de finale van 2013 was deze ploeg The Citizens ook al te slim af. Pellegrini's eerste grote triomf in een van de grootste Europese competities vond plaats op 2 maart 2014, toen City Sunderland in de finale van de League Cup versloeg met 3–1.
In de eerste officiële wedstrijd van het seizoen 2014/15, om de Community Shield, ging kampioen City tegen FA Cup-winnaar Arsenal FC hard onderuit. Het werd 0-3. In de rest van het seizoen verloor City na de winter al snel het uitzicht op alle mogelijke prijzen, waardoor Pellegrini in zijn tweede seizoen bij City niets te vieren had. De club en hij verlengden in augustus 2015 zijn contract tot medio 2017. Aan het eind van het seizoen 2015/16 nam hij afscheid bij Manchester City. Hij werd opgevolgd door Pep Guardiola.

### Hebei China Fortune
In augustus 2016 vertrok Pellegrini naar Hebei China Fortune, waar hij tot mei 2018 actief was als trainer.

### West Ham United
In juli 2018 vertrok Pellegrini naar West Ham United, waar hij tot december 2019 actief was als trainer.

### Real Betis
In augustus 2020 tekende Pellegrini een driejarig contract bij Real Betis.  In zijn tweede seizoen zou hij de Copa del Rey winnen door in de finale Valencia CF te verslaan.

## Erelijst
Als trainer
 Universidad Católica
- Copa Chile: 1995
- Copa Interamericana: 1993

 LDU Quito
- Primera A: 1999

 San Lorenzo
- Primera División: 2000/01
- Copa Mercosur: 2001

 River Plate
- Primera División: 2002/03

 Villarreal
- UEFA Intertoto Cup: 2004

 Manchester City
- Premier League: 2013/14
- EFL Cup: 2013/14, 2015/16

 Real Betis
- Copa del Rey 2021/22

Individueel
- Trofeo Miguel Muñoz: 2007/08
- Premier League Manager of the Month: december 2013, januari 2014, december 2014, augustus 2015
- Provinciale Raad van Málaga: Gouden Schild